# Gisela da Borgonha, Duquesa da Baviera
Gisela da Borgonha (Arles, 955/960 – Ratisbona, 21 de julho de 1006 ou 1007) foi duquesa da Baviera como esposa de Henrique II da Baviera. Ela era a mãe do imperador Henrique II do Sacro Império Romano-Germânico.

## Família
Gisela foi a filha primogênita do rei Conrado I da Borgonha e de Adelaide de Bellay, sua primeira esposa.
Os seus avós paternos foram o rei Rodolfo II da Borgonha e Berta da Suábia. Os seus avós maternos são desconhecidos. A sua tia paterna foi Adelaide da Itália, consorte do imperador Otão I, que foi canonizada pelo Papa Urbano II em 1097.
Gisela teve pelo menos um irmão integral, Conrado. Pelo segundo casamento do pai com a princesa Matilde de França, teve quatro meio-irmãos: Matilde, que pode ter sido casada com Hugo IX, conde de Egisheim; Berta, a segunda esposa do rei Roberto II de França; Gerberga, cujo primeiro marido foi Hermano I, conde de Werl e o segundo foi o duque Hermano II da Suábia, e o rei Rodolfo III, que foi o último governante independente da Borgonha, além de ter sido o último membro masculino legítimo de sua linhagem da Antiga Casa de Guelfo.
Ela também teve um meia-irmão ilegítimo, Burcardo, arcebispo de Lyon em 978, filho da amante do rei, Adiulda, esposa de Anselmo.

## Biografia
Por volta do ano de 965, quando tinha entre 5 a 10 anos de idade, a princesa ficou noiva do duque Henrique II da Baviera, que tinha por volta de 14 anos. Henrique era filho de Henrique I da Baviera e de Judite da Baviera, além de sobrinho do imperador Otão I, que também era tio de Gisela por casamento. Os dois se casaram em algum momento antes de 972, e tiveram quatro filhos, dois meninos e duas meninas.

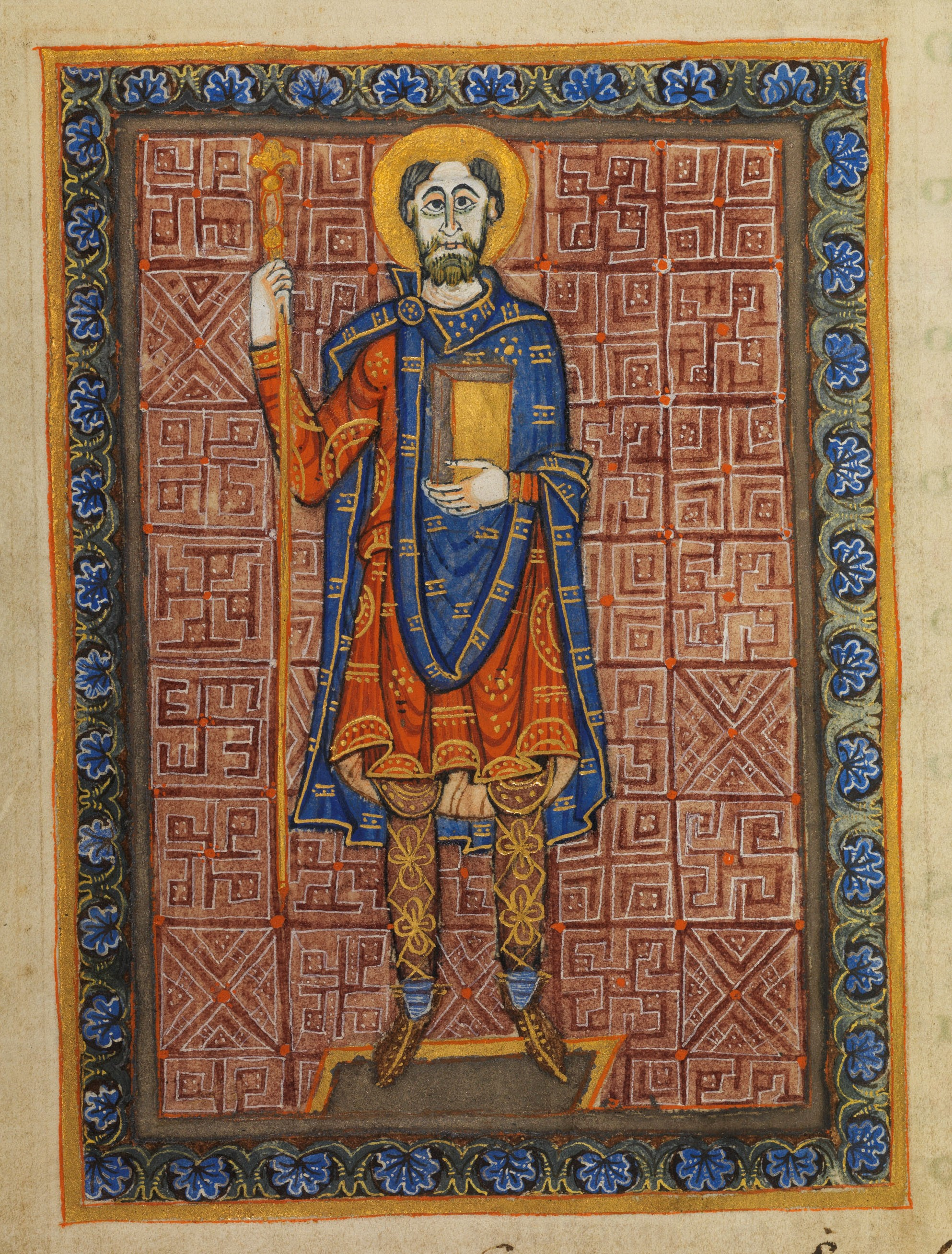
Iluminura de Henrique II feita no século X parte da coleção de manuscritos da Biblioteca Estadual de Bamberga.

Em 973, Otão I faleceu e foi sucedido pelo filho, Otão II. O novo imperador teve de lidar com os parentes da Borgonha de seu primo da Baviera, formando um bloco considerável de poder nos domínios do sul de seu reino.
O marido de Gisela se revoltou imediatamente, quando, depois da morte do cunhado, o duque Burcardo III da Suábia, ainda em 973, Otão II ignorou a reivindicação do duque da Baviera, e deu o ducado da Suábia para seu sobrinho, Otão. Após vários anos de luta feroz, Henrique foi aprisionado no Palácio Imperial de Ingelheim. Ele acabou fugindo, no entanto, e foi declarado deposto de seu título em 976, e, novamente, dois anos depois, levado sob a custódia do bispo Folcmar de Utrecht.
Gisela e o filho, Henrique, buscaram refúgio com o bispo Abraham de Freising; a duquesa foi exilada em Merseburg, após o julgamento do marido, em 978.
O duque da Baviera apenas foi solto após a morte de Otão, em 983. Ele tentou roubar o trono do sucessor Otão III, que ainda era menor de idade, contudo, com a intervenção da imperatriz viúva e mãe do jovem, Teofânia Esclerina, e a de sua predecessora, Adelaide, a tia de Gisela, Henrique finalmente desistiu, no ano de 985, e recuperou a Baviera.
Gisela faleceu em 21 de julho no ano de 1006 ou 1007, na cidade de Ratisbona, e foi sepultada na Abadia de Niedermünster. 

## Cruz

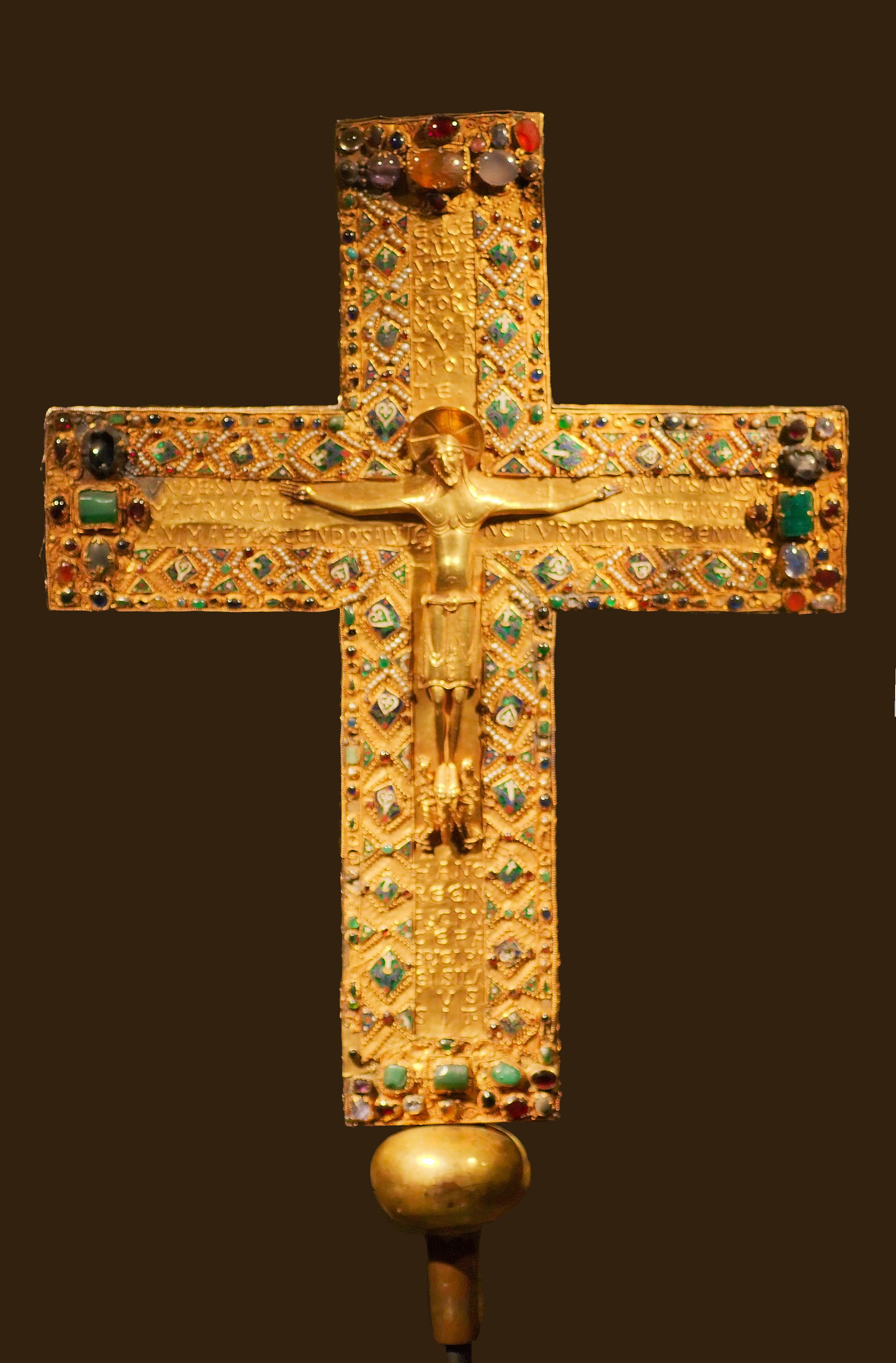
A cruz em 2006 sendo exibida em Munique.

A filha da duquesa, também chamada Gisela, a rainha da Hungria, doou para o túmulo da mãe uma cruz de ouro que ficou conhecida como Giselakreuz ou seja "Cruz de Gisela". Supostamente, a cruz contém um pedaço da Vera Cruz. Esse é o caso mais antigo de uma única doação por um rainha húngara para a igreja, além do item mais antigo sobrevivente de uma rainha da Hungria.
A cruz, que exibe a imagem de Cristo no centro com um grande topázio em cima de Sua cabeça, possui 44.5 cm de altura, é feita de carvalho, rubis, safiras, esmeraldas,  pérolas e seda, e foi fabricada na técnica de ouro cloisonné. Hoje a peça encontra-se em exibição na Residência de Munique. 
Aos pés de Cristo estão duas mulheres em formato de miniatura, sendo que uma delas representa uma rainha coroada, e, a outra, uma freira; a rainha seria a Gisela filha, e a freira seria a Gisela mãe. Ambas as mulheres vestem vestidos folgados, amarrados na cintura. A principal diferença entre elas é que a rainha está usando uma coroa encimada por três lírios e está de frente para o observador da cruz, enquanto que sua mãe está usando um véu de freira, e de frente para Cristo. A inscrição na peça deixa claro que a cruz deveria servir como um memorial para a duquesa, assim como teria um propósito de uso litúrgico para a Abadia.

## Descendência
- Henrique II do Sacro Império Romano-Germânico (6 de maio de 973 - 3 de julho de 1024), sucessor de Otão III. Foi casado com Cunegunda de Luxemburgo, mas não teve filhos com ela. Teve apenas uma filha ilegítima chamada Aisha, esposa de Guilherme, conde de Focario;
- Bruno (m. 24 de maio de 1029), chanceler imperial de 1005 a 1006, e bispo de Augsburgo a partir de 1006. Ele fundou o Mosteiro Colegiado de São Maurício, em Augsburgo. Bruno era opositor do irmão, Henrique;
- Gisela da Baviera (985 - 7 de maio de 1065), foi esposa do rei Estêvão I da Hungria, com quem teve cinco filhos, inclusive o santo Emérico da Hungria. Ela é considerada beata pela Igreja Católica;
- Brígida, freira na Igreja de São Paulo, em Ratisbona, e depois abadessa de Andlau, na atual França.